# Alchemilla spathulata
Alchemilla spathulata är en rosväxtart som beskrevs av S. Fröhner. Alchemilla spathulata ingår i släktet daggkåpor, och familjen rosväxter. Inga underarter finns listade i Catalogue of Life.